# Atjehs

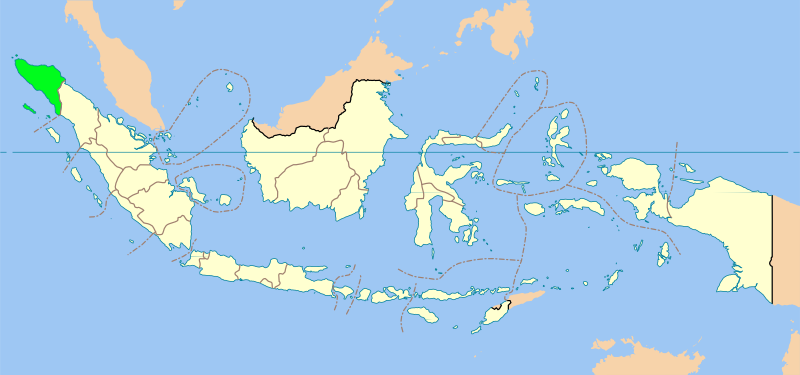
Spreidingsgebied

Het Atjehs is de Austronesische taal die door de bevolking van het sultanaat Atjeh in Indonesië gesproken wordt, alsmede op de zuidpunt van het Maleisisch Schiereiland. De taal heeft zo'n drie miljoen moedertaalsprekers. De ISO 639-2 en -3-code luidt ace.
Het Atjehs valt onder de Maleise talen en wordt in één subgroep ingedeeld met het Maleis/Indonesisch (hierna steeds Maleis), dit in tegenstelling tot het Javaans en andere grote volkstalen in Indonesië, die verder van het Maleis verwijderd zijn.
Toch zijn de verschillen met het Maleis aanzienlijk. Naast een groot aantal Atjehse woorden die geen cognaten hebben in het Maleis kent het Atjehs een aantal klinkers die in het Maleis onbekend zijn of als allofonen van dezelfde klinker worden behandeld. Zo onderscheidt het Atjehs e, è en é alsmede o en ô (Maleis alleen e en o) en kent het de klanken ë en ö.
Veruit de meeste Atjeeërs spreken en verstaan ook Maleis/Indonesisch, de taal die in beide landen als lingua franca gebruikt wordt. In het op culturele onafhankelijkheid gebrande Atjeh geniet het Atjehs echter wel officiële status.
Het Atjehs kent zeker 10 dialecten: Pasè, Peusangan, Matang, Pidië, Buëng, Banda, Daya, Meulabôh, Seunagan en Tunong. Het onderzoek naar de Atjehse dialecten is nog niet compleet.
Vroeger werd het Arabische schrift gebruikt, tegenwoordig het Latijnse schrift, met de extra letters é, è, ë, ö en ô.